# Campotéjar
Campotéjar là một đô thị ở tỉnh Granada, Tây Ban Nha. Theo điều tra dân số 2005 (INE), đô thị này có dân số là 1441 người.
37°29′B 03°37′T / 37,483°B 3,617°T